# Comptes rendus de l'Académie des Sciences
Comptes rendus de l'Académie des Sciences, abreviado como CR Acad. Sci. Paris ou CRAS, (português: Anais da Academia de Ciências), ou simplesmente Comptes rendus, é uma revista científica francesa publicada desde 1835. É composta pelos anais da Academia Francesa de Ciências, apresenta resultados significativos em todas as áreas científicas, bem como trabalhos de congressos e atualizações divididas por questões temáticas. Publicada em nome da Academia pela Elsevier, teve a seguinte divisão: Mathématique, Mécanique, Physique, Géoscience, Palévol, Chimie e Biologies.

## História de nomenclatura
A revista teve uma história complicada de nomenclatura, com várias mudanças e divisões de nome ao longo dos anos.

### 1835–1965
Comptes rendus foi inicialmente estabelecido em 1835 como Comptes rendus hebdomadaires des séances de l'Académie des Sciences. Começou como um caminho de publicação alternativo para uma publicação mais rápida do que os Mémoires de l'Académie des Sciences, que tinha sido publicado desde 1666. Os Mémoires, que continuaram a ser publicados juntamente com o Comptes rendus ao longo do século XIX, tiveram um ciclo de publicação que resultou na publicação de memórias anos depois de terem sido apresentadas à Academia. Alguns acadêmicos continuaram a preferir publicar nos Mémoires por causa dos limites estritos de páginas no Comptes rendus.

### 1966-1980
Depois de 1965, este título foi dividido em cinco seções:
- Série A (Sciences mathématiques) - matemática
- Série B (Sciences physiques) - física e geociências
- Série C (Sciences chimiques) - química
- Série D (Sciences naturelles) - ciências da vida
- Vie académique - editais de academia e miscelânea (entre 1968 e 1970, e novamente entre 1979 e 1983)

As séries A e B foram publicadas juntas em um volume, exceto em 1974.

### 1981-1993
As áreas foram reorganizadas da seguinte forma:
- Série I - (Sciences Mathématiques) - matemática
- Série II (Mécanique-physique, Chimie, Sciences de l'univers, Sciences de la Terre) - física, química, astronomia e geociências
- Série III - (Sciences de la vie) - ciências da vida
- Vie académique - avisos de academia e miscelânea (os 3 últimos volumes da segunda edição, entre 1981 e 1983)
- Vie des sciences - A renomeada Vie académique (de 1984 a 1996)

### 1994-2001
Essas publicações permaneceram as mesmas:
- Série I (Ciências matemáticas) - matemática
- Série III (Sciences de la Vie) - ciências da vida
- Vie des sciences - A renomeada Vie académique (até 1996)

As áreas publicadas na Série II foram aos poucos se desdobrando em outras publicações de forma que gerou alguma confusão.
Em 1994, a Série II, que abrangia física, química, astronomia e geociências, foi substituída pela Série IIA, exclusiva para geociências, e a Série IIB, dedicada à química, astronomia e às já distintas mecânicas e físicas.
Em 1998, a Série IIB abrangia mecânica, física e astronomia, já que a química passou a ter uma publicação própria, a Série IIC .
Em 2000, a Série IIB passou a se dedicar exclusivamente à mecânica, enquanto a astronomia foi redefinida como astrofísica e, junto com a física, passou a ser contemplada na nova Série IV. Este último começou a ser publicado em março, mas a Série IIB publicou mais dois números, em abril e maio, ainda contendo material sobre física e astrofísica, antes de iniciar uma nova tiragem (com o mesmo título) também em maio, dedicada exclusivamente à mecânica.

### 2002 em diante
A nomenclatura atual e atribuição de assunto foi estabelecida em 2002:
- Comptes Rendus Biologies - ciências da vida, exceto paleontologia e biologia evolutiva. Continua em parte as Séries IIC (bioquímica) e III.
- Comptes Rendus Chimie - química. Continua em parte a Série IIC.
- Comptes Rendus Géoscience - geociências. Continua em parte a Série IIA.
- Comptes Rendus Mathématique - matemática. Continua a Série I.
- Comptes Rendus Mécanique - mecânica. Continua a série IIB.
- Comptes Rendus Palévol - paleontologia e biologia evolutiva. Continua em parte as Séries IIA e III.
- Comptes Rendus Physique - questões atuais em física (principalmente óptica, astrofísica e física de partículas). Continua a série IV.

## Arquivos online abertos
A totalidade das publicações Comptes rendus de l'Académie des Sciences, desde seu início em 1835 até 1996, foram digitalizadas, passaram por reconhecimento de caracteres e estão disponíveis no site da Biblioteca Nacional da França (BnF), como parte de sua versão gratuita online de biblioteca e arquivo de documentos históricos e obras de arte, Gallica.
Os arquivos do Comptes rendus de l'Académie des Sciences estão disponíveis por ano, na guia "Edição por data", abaixo do calendário do mês, há um link para acessá-los no primeiro dia do ano correspondente. Os links apresentados parecem cobrir todo o arquivo disponível de todas as publicações científicas associadas ao Comptes rendus de l'Académie des Sciences.
- 1835 a 1965:
  - Comptes rendus hebdomadaires des séances de l'Académie des science: https://gallica.bnf.fr/ark:/12148/cb343481087/date
- 1966-1980:
  - Séries A et B, Sciences Mathématiques et Sciences Physiques (1966-1973): https://gallica.bnf.fr/ark:/12148/cb34416987n/date
  - Série A, Sciences Mathématiques, (1974): https://gallica.bnf.fr/ark:/12148/cb34374637v/date
  - Série B, Sciences Physiques, (1974): https://gallica.bnf.fr/ark:/12148/cb343746386/date
  - Séries A et B, Sciences Mathématiques et Sciences Physiques (1975-1980): https://gallica.bnf.fr/ark:/12148/cb34484666t/date
    - Além do material para este período, esta coleção também possui um conjunto separado de documentos digitais com o material da Série I - Mathématique de 1981 a 1990.

  - Série C, Sciences Chimique : https://gallica.bnf.fr/ark:/12148/cb343830642/date
  - Série D, Sciences Naturelle : https://gallica.bnf.fr/ark:/12148/cb34383065d/date
  - Vie Académique (1968-1970): https://gallica.bnf.fr/ark:/12148/cb34350517k/date
  - Vie Académique (1979-1983): http://gallica.bnf.fr/ark:/12148/cb34368082s/date
- 1981-1983:
  - Série I - Mathématique: http://gallica.bnf.fr/ark:/12148/cb34368079w/date
    - O link para as Séries A et B, Sciences Mathématiques et Sciences Physiques (1975-1980) tem um conjunto diferente de documentos digitais de todo esse material.

  - Série II - Mécanique-physique, Chimie, Sciences de l'univers, Sciences de la Terr : http://gallica.bnf.fr/ark:/12148/cb34383597d/date
    - O link Série I - Mathématique (1984-1996) inclui um conjunto diferente de documentos digitais para os 3 primeiros números de 1981 desta série.

  - Série III - Sciences de la vi: http://gallica.bnf.fr/ark:/12148/cb34368081f/date
- 1984-1996:
  - Série I - Mathématique: http://gallica.bnf.fr/ark:/12148/cb34394200t/date
    - O link para as Séries A et B, Sciences Mathématiques et Sciences Physiques (1975-1980) tem um conjunto diferente de scans para o material desta série até 1990.
    - Esta coleção contém um conjunto diferente de documentos digitais do material de 1981 da Série II - Mécanique-physique, Chimie, Sciences de l'univers, Sciences de la Terr (1981-1983).

  - Série II - Mécanique-physique, Chimie, Sciences de l'univers, Sciences de la Terre (1984-1994): http://gallica.bnf.fr/ark:/12148/cb343942015/date
    - O primeiro ano de material (1994) da Série IIB - Mécanique, physique, chimie, astronomie (1995-1996) está arquivado incorretamente nesta coleção.

  - Série IIA - Sciences de la terre et des planètes (1994-1996): http://gallica.bnf.fr/ark:/12148/cb344988776/date
  - Série IIB - Mécanique, physique, chimie, astronomie (1995-1996): http://gallica.bnf.fr/ark:/12148/cb344988416/date
    - O primeiro ano de material (1994) é arquivado incorretamente como Série II - Mécanique-physique, Chimie, Sciences de l'univers, Sciences de la Terre (1994-1996).

  - Série III - Sciences de la vie: http://gallica.bnf.fr/ark:/12148/cb34394202h/date
  - Vie des sciences: http://gallica.bnf.fr/ark:/12148/cb343924404/date

Todas as publicações de 1997 a 2019 foram publicadas comercialmente pela Elsevier. A partir de 2020, os Comptes Rendus Palevol são publicados pelo Muséum National d'Histoire Naturelle (Paris) para a Académie des Sciences. Todas as outras séries do Comptes Rendus da Académie des Sciences foram publicadas (a partir de 2020) por Mersenne sob um modelo Diamond Open Access.